# Xanthorhoe exorista
Xanthorhoe exorista là một loài bướm đêm trong họ Geometridae.